# Ouled Brahem
Ouled Brahem (em árabe: أولاد براھم) é uma cidade e comuna localizada na província de Bordj Bou Arreridj, Argélia. De acordo com o censo de 2008, a população total da cidade era de 7 874 habitantes.